# Mary Douglas
För hertiginnan, se Mary Douglas-Hamilton.
Margaret Mary Douglas, född 25 mars 1921 i San Remo, Italien, död 16 maj 2007 i London, var en brittisk kulturantropolog. 

## Biografi
Mary Douglas föddes som dotter till den brittiska kolonialtjänstemannen Gilbert Tew. Hennes mor Phyllis hängiven katolik och hon fick tillsammans med sin syster en katolsk uppfostran. Under sin studietid i Oxford 1939- 43 influerades hon av Evans-Pritchard.
År 1949 gjorde hon fältstudier bland lelefolket i Belgiska Kongo. I början av 1950-talet gifte hon sig och fick tre barn. Hon var under 25 års tid lärare vid University College i London. Därefter återfanns hon i elva år i USA. 1977-81 var hon professor vid Russell Sage Institute i New York, därefter vid Northwestern University.

## Antropologi
Douglas brukar betraktas som en av Émile Durkheims sentida efterföljare. Liksom den klassiske sociologen intresserar hon sig i sina texter nämligen ofta för sådant som har med det mänskliga livets kollektiva former att göra och för den roll som olika slags ritualer och symboler har för reproduktionen av de sociala relationerna och moralen i ett samhälle. Douglas hämtar också en del inspiration från den franska strukturalismen, i det att hon ser verkligheten som symboliskt organiserad. Till skillnad från Lévi-Strauss gör Douglas inga anspråk på att kunna finna en enda och riktig mening av en myt, utan tvärtom att en myt eller symbol kan ha flera betydelser. Douglas uppehåller sig med förkärlek vid analyser av vardagslivet och de ritualer som detta är präglat av. Hon anser att det är i vardagslivets relationer som vi kan finna kulturens grundvalar. Olika former av ritualer och symboler är av avgörande betydelse för produktionen och reproduktionen av de sociala relationerna. Mest känd är hon kanske för sina analyser av den roll som smuts spelar för struktureringen av människors vardagsliv och för sin berömda distinktion mellan "group" och "grid", vilken hon använder för att skilja mellan olika typer av samhällen och deras kosmologier. 

### Smuts
I Purity and Danger framkastar Douglas den vid första påseende något originella tesen att vi kan lära oss mycket om ett samhälle och dess moral genom att studera dess smuts. Hon menar att man genom att förstå vad det är som gör att något betraktas som smutsigt respektive rent i ett givet samhälle kan vi få kunskap om de grundläggande klassificeringssystem som hon menar ligger till grund för hur det sociala livet i detta samhälle är ordnat. Douglas menar att det är på basis av olika sådana klassificeringssystem som ett samhälle skiljer sig från ett annat och som olika subgrupper eller individer inom samhället skiljer sig från varandra.
Enligt Douglas är smuts något relativt. Ett föremål är inte smutsigt i sig, utan det klassificeras som smutsigt beroende på var det befinner sig. Smuts är i denna mening att betrakta som allt sådant som avvisas i ordnade system av olika slag. Huruvida något är smutsigt eller ej har enligt Douglas med moral att göra, dvs. med vad som i ett klassificeringssystem kan betraktas som rätt respektive fel. Att klassificera något som rent eller smutsigt innebär m.a.o. att vi samtidigt gör en moralisk bedömning. Därför menar Douglas att när vi till exempel städar återställer vi den moraliska ordningen. Hon menar att de vardagliga handlingarna utgör ett slags sociala ritualer som i slutändan innebär att vi bidrar till att återställa samhället, vilket består av just ordnade relationer.

### Språk och ritualer
I Natural Symbols betraktar Douglas ritualer som ett slags språk, som ett sätt att kommunicera social information. Hon menar i korthet att när vi talar utför vi lingvistiska ritualer som bekräftar det egna kollektivets känslor och föreställningar samt reproducerar de sociala relationerna och de gemensamma värderingarna. Språket och ritualen har alltså en gemensam funktion i att förmedla eller överföra kollektiv information som bekräftar och stärker den sociala solidariteten. 
I The World of Goods undersöker hon konsumtionsvarornas kommunikativa funktioner. Hon menar att människor använder konsumtionsvarorna för att kommunicera med varandra, för att förstå världen och för att förmedla kunskap om vem och vad de är.

### "Group" och "grid"
Med utgångspunkt i distinktionen "group" och "grid" försöker Douglas analysera hela samhällen och deras kosmologier samt hur individerna kontrolleras av samhället. Också i dessa analyser utgår hon från sådana klassificeringar som bringar ordning i det sociala livet genom att de upprättar symboliska skiljelinjer som å ena sidan skiljer ett kollektiv från ett annat (group) och å den andra differentierar olika subgrupper och individer inom kollektivet (grid). Med "group" menar hon alltså de gränser som människorna upprättar mellan sig själva och världen utanför, medan "grid" syftar på sådana sociala distinktioner som reglerar hur människor inom en grupp förhåller sig till varandra.
Graden av "group" handlar alltså om den sociala enhetens gränser mot yttervärlden. "Grid" har att göra med de mellanmänskliga relationerna inom den sociala enheten, där stark "grid" innebär förekomsten av strikta moraliska och normativa föreskrifter som begränsar och strukturerar individerna, medan svag "grid" innebär att individerna är mera fria att interagera, så att säga, lite som de vill. Graden av "group" respektive "grid" i ett givet samhälle representerar den kosmologi som hon menar organiserar de sociala relationerna. Med hjälp av de två dimensionerna kan man klassificera i princip alla olika samhällen som har förekommit i mänsklighetens utveckling.